# Estrebay
Estrebay település Franciaországban, Ardennes megyében. Lakosainak száma 86 fő (2022. január 1.). Estrebay Aouste, Champlin, Flaignes-Havys, Girondelle és Prez községekkel határos.

## Népesség
A település népességének változása:
| Lakosok száma | 130  | 81   | 66   | 87   | 71   | 69   | 74   | 81   | 82   | 86   |
|               | 1968 | 1982 | 1990 | 2006 | 2013 | 2015 | 2017 | 2019 | 2020 | 2022 |